# Achiroides melanorhynchus
Achiroides melanorhynchus är en fiskart som först beskrevs av Pieter Bleeker 1851.  Achiroides melanorhynchus ingår i släktet Achiroides och familjen tungefiskar. IUCN kategoriserar arten globalt som livskraftig. Inga underarter finns listade i Catalogue of Life.